# Donna Leon – Acqua Alta
Acqua Alta ist ein deutscher Fernsehfilm von Sigi Rothemund aus dem Jahr 2004, der auf dem gleichnamigen Roman von Donna Leon basiert. Es handelt sich um den 8. Filmbeitrag der Donna-Leon-Filmreihe. In den Hauptrollen agieren Uwe Kockisch als Commissario Guido Brunetti, Julia Jäger als dessen Frau Paola sowie Karl Fischer als Brunettis Assistent Vianello. Zudem ist Michael Degen in der wiederkehrenden Rolle des Vice Questore Patta zu sehen und Annett Renneberg als Signorina Elettra Zorzi, die Patta zuarbeitet. Die Haupt-Gastrollen dieser Folge sind mit Rolf Hoppe, Gottfried John, Leslie Malton, Gesine Cukrowski und Hanns Zischler besetzt.

## Handlung
Die homosexuelle amerikanische Archäologin Brett Lynch wird nachts brutal von maskierten Gestalten zusammengeschlagen und bedroht, kurz bevor ihre Freundin, die bisexuelle Opernsängerin Flavia Petrelli, sie findet. Kurz darauf wird Semenzato, der Direktor des Museums, in dem Lynch eine Ausstellung chinesischer Kunst organisiert, ermordet. 
Im Verlauf seiner Ermittlungen stößt der ermittelnde Commissario Guido Brunetti darauf, dass zwei wertvolle Ausstellungsstücke, zwei Vasen, gestohlen und durch raffinierte Fälschungen ersetzt wurden. Auch Brett Lynch hat das herausgefunden und muss nun um ihre berufliche Existenz fürchten, da man sie ohne die Originale nicht mehr nach China zurückreisen lassen würde. Mit dem Überfall sollte sie eingeschüchtert und dazu gebracht werden, die Sache auf sich beruhen zu lassen. Zudem wird ihre Freundin damit erpresst, aufgrund ihrer Bisexualität das Sorgerecht für ihre Kinder zu verlieren. Mithilfe von Freunden im Antiquitätenhandel stößt Brunetti auf den reichen Kunstsammler La Capra, kann jedoch nicht beweisen, dass dieser die Vasen tatsächlich gestohlen hat, da La Capra ihm, unter dem Vorwand zu renovieren, keinen Einblick in seinen Salon gewährt. 
Am Abend erreicht Brett Lynch in ihrer Wohnung ein Anruf eines Unbekannten mit der Forderung, das bewachte Haus zu verlassen, denn er habe Flavia Petrelli in seiner Gewalt. Kurz darauf erfährt Brunetti, dass Lynch verschwunden ist, findet aber einen hinterlegten Hinweis und eilt mit Petrelli und seinem Assistenten Vianello zu La Capra. Dieser besitzt die gestohlenen Vasen tatsächlich samt anderer seltener Antiquitäten. Als er Lynch eine wertvolle Schale übergibt, lässt sie diese fallen. Entsetzt über den Verlust lässt La Capra sie von seinem Sohn in den vom Acqua Alta überfluteten Keller bringen, doch kann sie sich mit einer Gürtelschnalle, ebenfalls aus der illegalen Sammlung, gegen seine brutalen Angriffe verteidigen, wobei er stirbt. Brunetti beschlagnahmt die gestohlenen Gegenstände und erwirkt Haftbefehle. 
Etwas später tauscht er auf dem Markusplatz mit Flavia Petrelli die Vasen aus, wobei sie ihm die Plagiate schenkt. Er reicht sie an seine Frau Paola weiter, wobei eine Vasenkopie zerbricht.

## Dreharbeiten, Veröffentlichung
Acqua Alta wurde in Venedig gedreht und am 11. November 2004 zur Hauptsendezeit im Programm der ARD Das Erste erstmals ausgestrahlt. Produziert wurde der Film von Objectiv Film.

## Kritik
Die Kritiker der Fernsehzeitschrift TV Spielfilm zeigten mit dem Daumen zur Seite und zogen das Fazit: „Die Spannung säuft ziemlich schnell ab“.
Tilmann P. Gangloff befasste sich auf der Seite tittelbach.tv mit dem Film, dem er drei von sechs möglichen Punkten gab, und sprach von einer „vorlagengetreuen Verfilmung eines Venedig-Romans von Donna Leon“. „Star des auch optisch düsteren Krimis“ sei „diesmal aber Venedig selbst“, schrieb der Kritiker, denn das „Hochwasser, das die Stadt“ überflute, stelle „spielend die Suche nach einem Unhold in den Hintergrund, der für seine Kunstsammlung skrupellos über Leichen“ gehe. Das alles sei „ein bisschen (zu) dick aufgetragen“. Zur Leistung von Gottfried John schrieb Gangloff, dass der Schauspieler „die Kunstbeflissenheit des einflussreichen Venezianers wunderbar mit der notwendigen Skrupellosigkeit“ vereinbare; „aber leider“ übertreibe er „in einigen Szenen maßlos“. Der „tatsächliche Star dieses Films“ sei „ohnehin das Wetter“.